# Euro Hockey League (vrouwen)
De Euro Hockey League (EHL) is een hockeytoernooi dat voor de vrouwenteams van Europese hockeyclubs wordt georganiseerd door de EHF. De Euro Hockey League vervangt het EuroHockey Club Champions Cup/Europacup I-toernooi dat de EHF van 1974 tot 2019 organiseerde voor de Europese topclubs in het vrouwenhockey. De eerste editie van de Euro Hockey League voor vrouwen zou in 2020 plaatsvinden, maar werd toen afgelast vanwege de coronapandemie.

## Format
De Euro Hockey League vervangt de oude EuroHockey Club Champions Cup. Sinds het seizoen 2024 / 2025 wordt het toernooi gespeeld als Final Twelve. De kampioenen van de vier hoogst geklasseerde landen plaatsen zich rechtstreeks voor de kwartfinales. Acht teams spelen een voorronde [Knock-outsysteem], waarbij de winnaars zich plaatsen voor de kwartfinales en de verliezers onderling wedstrijden spelen om hun plaats in de eindstand te bepalen. Kwalificatie voor het EHL-toernooi komt tot stand op basis van de EHF ranking. De twee beste landen in het EHF-klassement mogen twee teams uit hun nationale clubcompetitie afvaardigen, terwijl de overige acht landen slechts een team mogen afvaardigen. 
Het vrouwentoernooi wordt in dezelfde plaats gehouden als het mannentoernooi en er wordt gebruik gemaakt van videoscheidsrechters. Net als het mannentoernooi wordt ook het vrouwentoernooi volledig voor televisie geproduceerd.

## Resultaten
| 2020         | Amstelveen, Nederland | Afgelast wegens de coronapandemie. | Afgelast wegens de coronapandemie. | Afgelast wegens de coronapandemie. | Afgelast wegens de coronapandemie. | Afgelast wegens de coronapandemie. | Afgelast wegens de coronapandemie. | Afgelast wegens de coronapandemie. | 8 |
| 2021 Details | Amstelveen, Nederland | Den Bosch                          | 5–0                                | Club de Campo                      |                                    | Amsterdam                          | 4–2                                | Club an der Alster                 | 4 |
| 2022 Details | Amstelveen, Nederland | Amsterdam                          | 2–2 (3–2 s.o.)                     | Den Bosch                          | Junior                             | 2–1                                | Gantoise                           | 8                                  |   |
| 2023 Details | Amstelveen, Nederland | Den Bosch                          | 1–0                                | Club de Campo                      | Düsseldorfer                       | 3–0                                | Sanse Complutense                  | 8                                  |   |
| 2024 Details | Amstelveen, Nederland | Amsterdam                          | 2–1                                | Mannheimer                         | SCHC                               | 3–2                                | Junior                             | 8                                  |   |
| 2025 Details | Den Bosch, Nederland  | Den Bosch                          | 5–1                                | Braxgata                           | Gantoise                           | 3–1                                | Düsseldorfer HC                    | 12                                 |   |

## Medaillespiegel
| Plaats | Land          | Goud | Zilver | Brons | Totaal |
| 1      | Den Bosch     | 3    | 1      | 0     | 4      |
| 2      | Amsterdam     | 2    | 0      | 1     | 3      |
| 3      | Club de Campo | 0    | 2      | 0     | 2      |
| 4      | Mannheimer    | 0    | 1      | 0     | 1      |
| 4      | Braxgata      | 0    | 1      | 0     | 1      |
| 6      | Düsseldorfer  | 0    | 0      | 1     | 1      |
| 6      | Junior        | 0    | 0      | 1     | 1      |
| 6      | SCHC          | 0    | 0      | 1     | 1      |
| 6      | Gantoise      | 0    | 0      | 1     | 1      |
| Totaal | Totaal        | 5    | 5      | 5     | 15     |